# Vallaris
Vallaris es un género de planta con 3 especies de arbustos  pertenecientes a la familia Apocynaceae, nativo del sur y este de Asia; India, Indonesia y Sri Lanka con  (2 especies) en China. 

## Descripción
Son arbustos con las hojas opuestas y las inflorescencias umbeladas compuestas o en corimbos axilares o terminales con numerosas semillas.  

## Taxonomía
El género fue descrito por Nicolaas Laurens Burman y publicado en Flora Indica . . . nec non Prodromus Florae Capensis 51. 1768.

## Especies seleccionadas
- Vallaris glabra
- Vallaris indecora
- Vallaris solanacea